# 北上川
北上川（きたかみがわ）は、岩手県中央部を北から南に流れ宮城県東部の石巻市で追波湾に注ぐ一級河川。北上川水系の本流であり、流路延長249 km、流域面積10,150 km2は、東北地方の河川の中では最大で、日本全国では4番目の規模である。日本の河川としては勾配がかなり緩いことが特徴である。太平洋に流れる。

## 地理

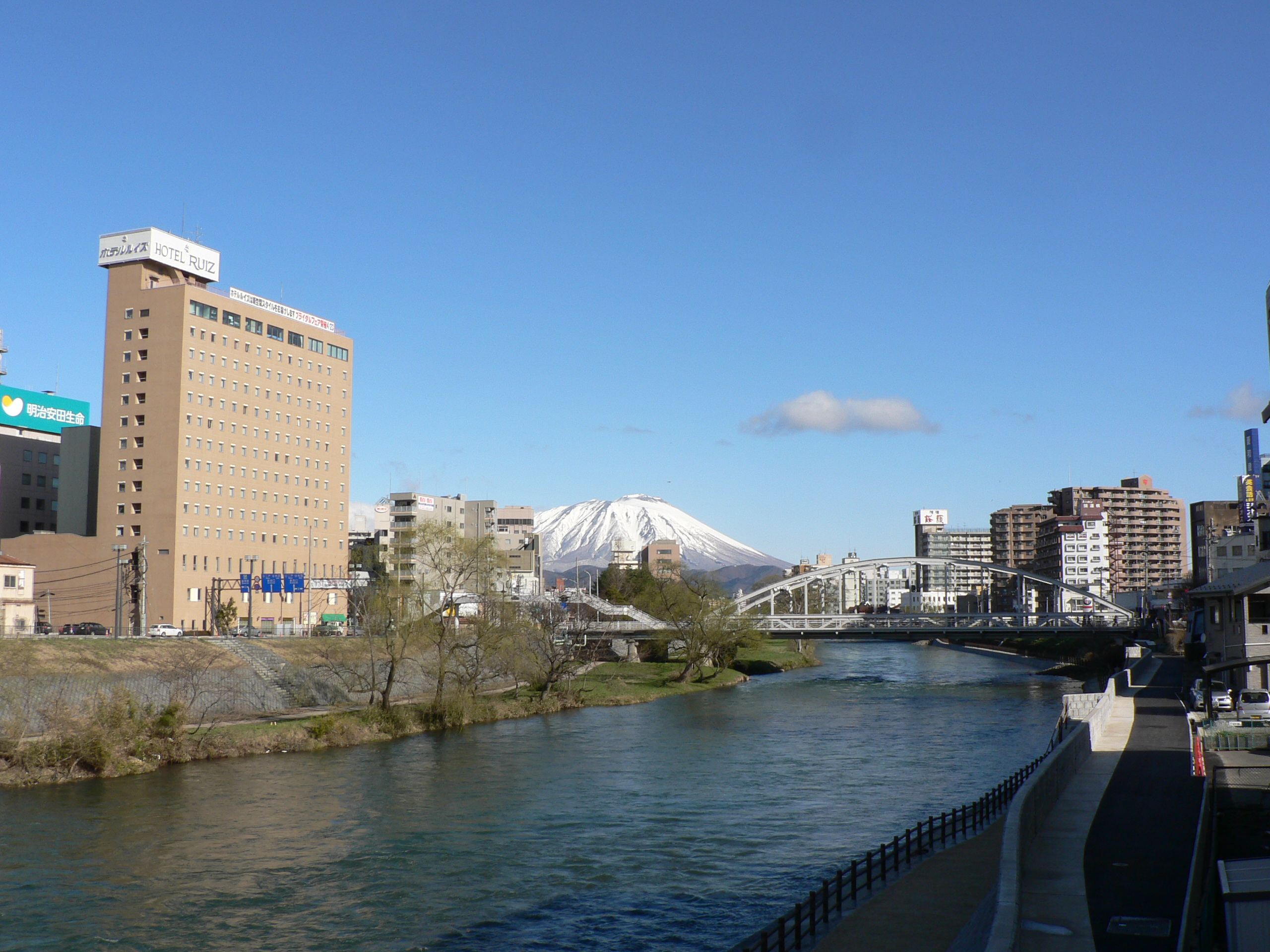
盛岡市内、開運橋付近を流れる北上川。

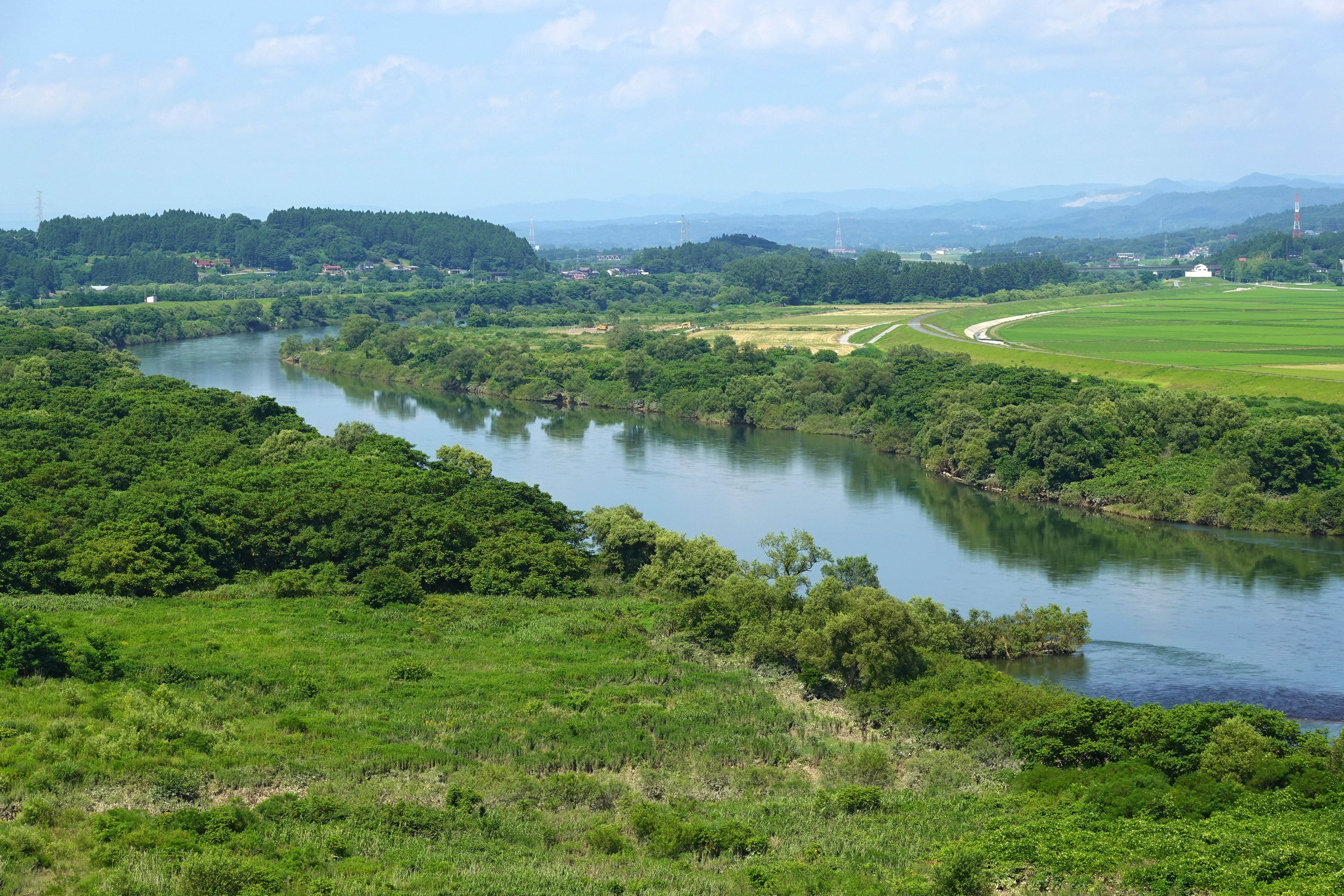
平泉町、高館より北方の陣場山方面を望む。

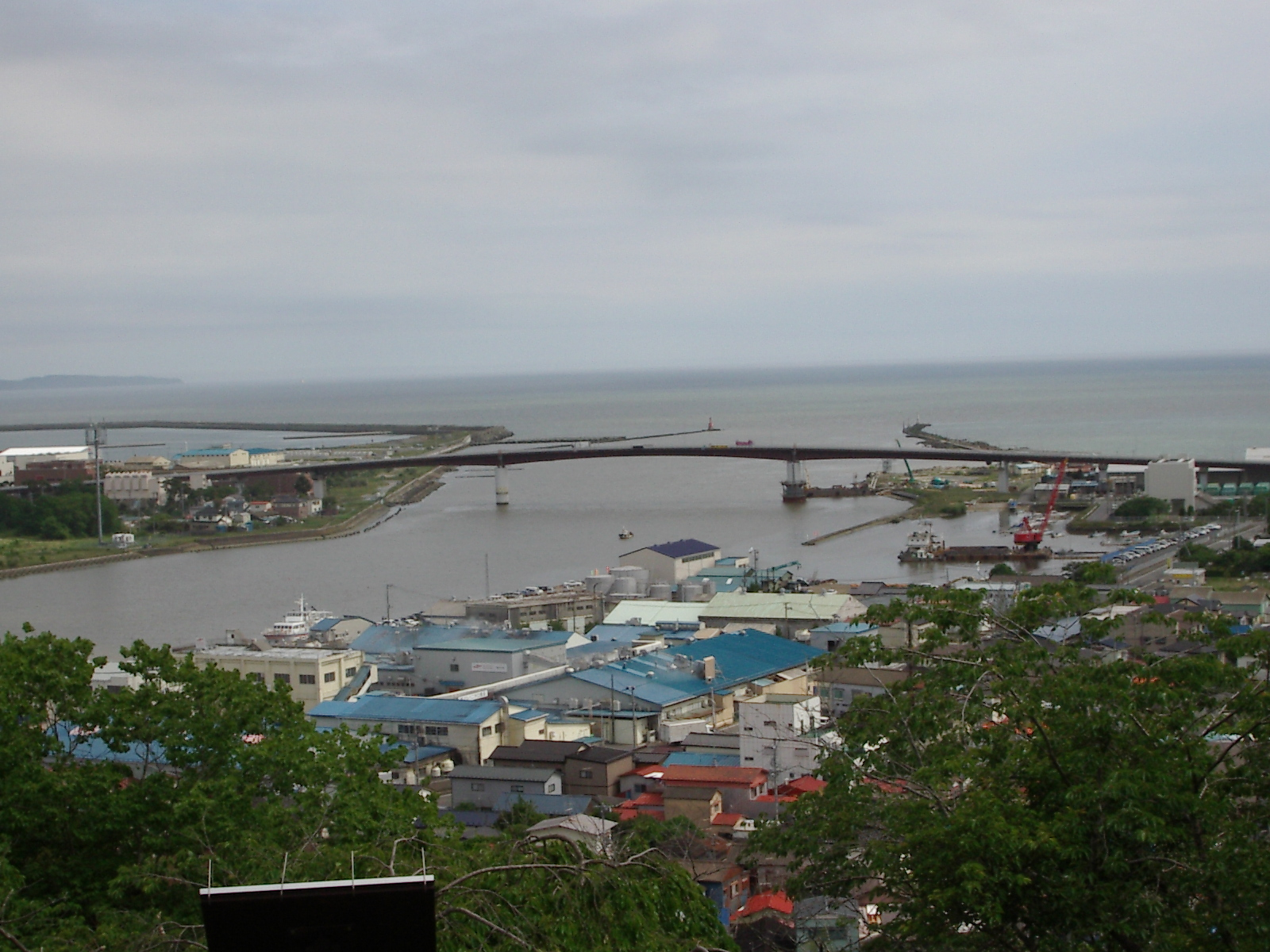
石巻市、仙台湾に注ぐ旧北上川（震災前風景｡河口にある橋は日和大橋。令和4年3月30日に、日和大橋から内陸側500メートル程度の位置に石巻かわみなと大橋が開通している）

岩手県岩手郡岩手町の弓弭の泉（ゆはずのいずみ）に源を発し、盛岡市、花巻市、北上市、奥州市、一関市などを通って北から南へと流れる。宮城県登米市で旧北上川を分け、洪水防止のため開削された新北上川に入る。東へ向きを変え、石巻市の旧北上町地区で追波湾に注ぐ。旧北上川はそのまま南へ流れ、石巻市で石巻湾に注ぐ。

## 流域の自治体
岩手県
岩手郡岩手町、滝沢市、盛岡市、紫波郡矢巾町、紫波町、花巻市、北上市、胆沢郡金ケ崎町、奥州市、西磐井郡平泉町、一関市
宮城県
登米市、石巻市

## 文化
宮沢賢治（花巻市）、石川啄木（盛岡市）など流域出身者の作品にも取り上げられた。花巻市の東部、猿ヶ石川合流点の西岸は宮沢賢治がドーヴァー海峡を想起し名付けた「イギリス海岸」（国指定名勝「イーハトーブの風景地」のひとつ）があり、西磐井郡平泉町には北上川が一望できる義経堂がある。
北上川流域には、日本ハリストス正教会の教会が多く分布している。これは、明治初期における北上川の河川交通との関わりが深い。

### 語源
川の名前は『日本書紀』に出たが、未だに位置を特定されていない「日高見国」に由来すると言われる。「日高見国の母なる川」という意味で「ひたかみ」と呼ばれたが、のちに転訛して「きたかみ」となり、やがて「北上」と当て字をするようになったと言われている。

## 北上川開発史

### 江戸時代以前の開発状況

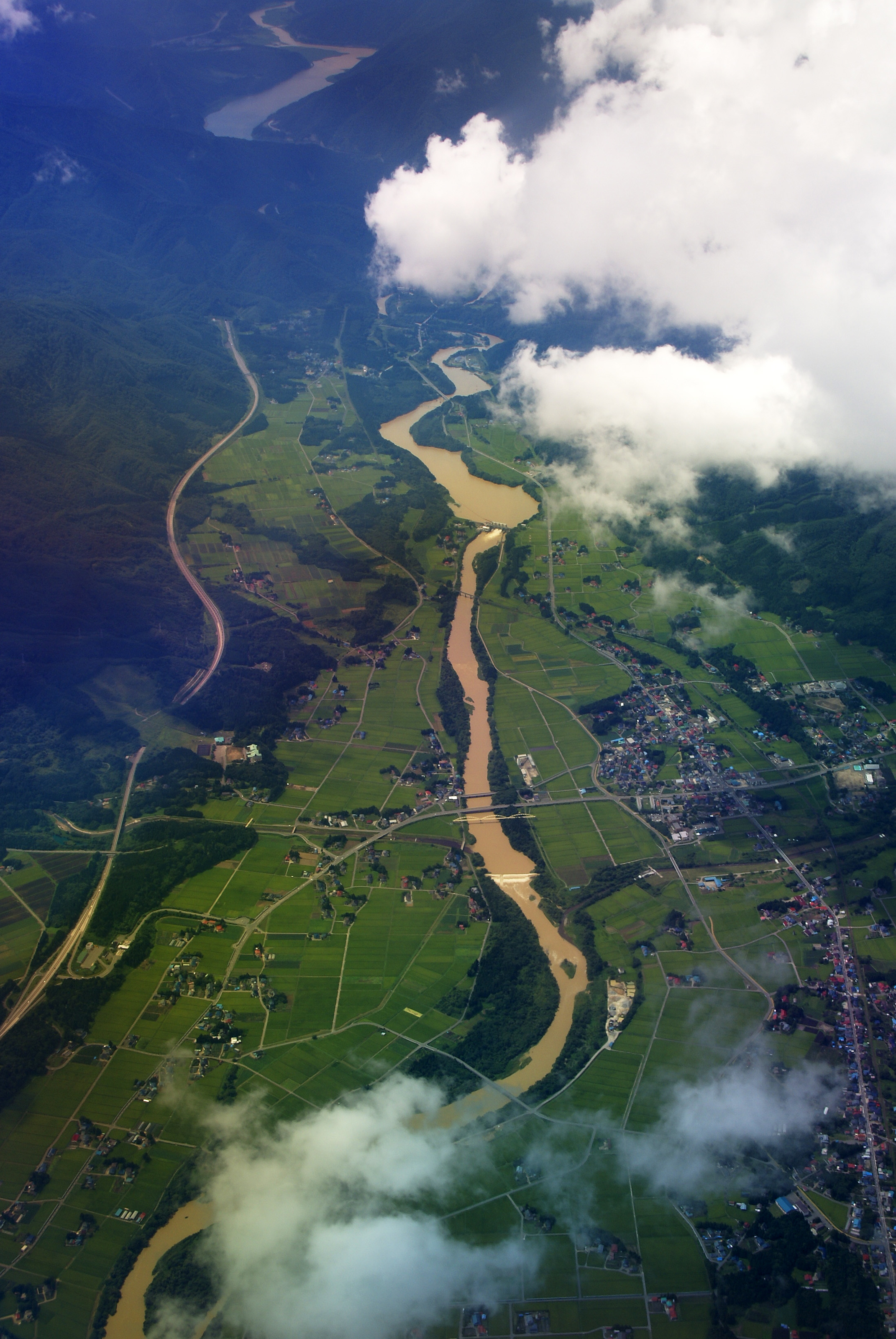
支流・和賀川（北上市上空より）
写真中央に石羽根ダム、上方に錦秋湖（湯田ダム）が見える。左側の帯状の線は秋田自動車道。

北上川流域には、平安時代末期に藤原清衡が中流域の平泉一帯に大勢力を築いていたが（奥州藤原氏）、中世においては在地の小豪族による争いが繰り返された。このため度々の水害に悩まされながらも、流域の治水・開発事業はほとんど手付かずのままであった。天正18年（1590年）、豊臣秀吉の奥州仕置によって北上川流域の在地豪族のほとんどが改易され、南部信直が上・中流域を、伊達政宗が下流域を支配することになり、江戸時代には引き続き南部氏の盛岡藩と伊達氏の仙台藩によって統治された。北上川流域の本格的な開発が始まるのは、この両藩によってである。
まず治水面については、仙台藩では寺池城主・白石宗直（相模守）が、慶長10年（1605年）に佐沼で合流していた北上川と迫川の分流工事に着手。慶長16年（1611年）に完成したこの堤防は相模土手と呼ばれ、これによって栗原郡・登米郡一帯の新田開発が促された。
さらに宗直の子・白石宗貞（若狭守）の代には若狭土手が完成し、治水は更に強化された。一方の盛岡藩では、信直が晩年に居城を盛岡城に移したが、北上川・雫石川・中津川の三本の河川が合流するこの地点は頻繁に洪水の被害を受けた。第3代藩主・南部重信は、盛岡城下町を水害から守るため、延宝8年（1680年）に雫石川と北上川の合流点に岩石を投入して水勢を弱める工事に着手。この事業は元禄15年（1702年）、第5代藩主・南部信恩の代まで続けられた。
利水面においては、仙台藩領の寿庵堰がよく知られている。北上川本流は鉱毒によって汚染されていたため、直接水を引くことが出来ず、取水は支流の河川から行わざるを得なかった。胆沢郡においては胆沢川の河水を利用していたが、天候による流量の増減が大きく水の安定供給が求められていた。そこで元和4年（1618年）、胆沢郡福原館主・後藤寿庵は、郡内の灌漑に供するための用水路を整備する事業に取り掛かった。ところがキリシタンであった寿庵が禁教令に従うことを拒んで仙台藩から出奔したため工事は頓挫する。しかしこの事業の重要性を認識していた政宗は、寛永2年（1625年）に千田左馬と遠藤大学に命じて工事を再開させ、寛永8年（1631年）には全長約43.0kmに及ぶ用水路が完成し、胆沢郡内の約3,000h aに及ぶ田畑への給水が可能となった。この寿庵堰は河川の水位を利用して胴（ど）と呼ばれる水管が水量を細かに調整するサイフォン式の設備を備えており、これにより安定した水量を水田に供給する事が可能となった。
これらの治水・利水事業の成果により、仙台藩は表高62万石に対して実高100万石、盛岡藩は表高10万石に対して実高23万石とも言われる収入を得て、収穫した米を江戸・大坂等に運んで売却した。
工事に際しては、当時は迷信が幅を利かせていたこともあり、水神の祟りを鎮める為として人柱が立てられ、その悲話が今に伝えられている。代表的なものとしては、若狭土手を築く際には「お鶴」という女性が生き埋めにされ、宿内川に千貫石堤（元禄4年（1691年）完成）を築く際には、「お石」という女性が千貫で買われ、牛と共に水神に捧げられたと伝わる。また、北上川中流域の紫波郡・和賀郡・稗貫郡では、支流河川の流量が少ないために水争いが絶えず、特に紫波郡では、俗に志和の水喧嘩と称される死者が出るほどの激しい抗争が繰り広げられた。これらの地域における水不足の根本的な解消は、昭和27年（1952年）の山王海ダムの完成を待たなければならなかった。

### 近代河川工事〜付替えと運河～
明治時代に入ると政府主導による治水工事が各地で行われたが、その代表的なものに旧内務省による「北上川改修工事事業」がある。北上川は、かつて石巻を貫流して仙台湾へと注いでいたが、度重なる洪水から石巻などの下流地域を守るため、下流域の手前から分流させる工事に着手することとなった。1911年（明治44年）から1934年（昭和9年）までの23年をかけて北上川を登米市付近で派川である追波川を利用した開削工事を実施。旧北上川と新北上川に流れを分け、新北上川を放水路として東の追波湾へ遷させた。旧北上川についても1920年（大正9年）より1932年（昭和7年）まで12年の期間をかけて北上川の分流工事と河川の改修工事を行い、分流堰として鴇波洗堰・脇谷洗堰が建設され、水運確保のための脇谷閘門も設置した。また分流地点より下流には飯野川可動堰が建設され、洪水調節と用水確保が図られる。一方、江戸時代に迫川との合流工事が実施された江合川も、北上川と同様に洪水を分散させるために新江合川を開削。鳴瀬川に合流させる事によって仙台平野の水害を防除することを試みた。
水運整備では、野蒜築港の建設に合わせて北上川と鳴瀬川河口を結ぶ北上運河が1882年（明治15年）に竣工した。この他にも仙台湾沿岸で運河の整備構築が行われ、鳴瀬川河口と松島湾の間には東名運河が開削され、松島湾から阿武隈川河口の間では既存の水路が改修されて一続きになり貞山運河となった。こうして、北上川はこれらの運河群を通じて野蒜や塩竈、阿武隈川と結ばれることになった。1960年代後半に仙台港建設の影響で貞山運河の一部は失われ、現在、北上川から運河を通じて結ばれているのは仙台港までである。

### 北上川5大ダム計画の胎動
昭和に入り、TVA（テネシー川流域開発公社）の影響を受けた当時のダム技術・理論の第一人者・物部長穂は水系を一貫して総合的な開発を行う事により、治水・水力発電・灌漑・上水道といった複数の目的を同時に果たす事を可能とする『河水統制計画案』を纏めた。これは内務省官僚・青山壮によって採用され、1938年（昭和13年）に全国の7河川と諏訪湖を対象とした「河水統制事業」が実施される事となった。東北地方では奥入瀬川と浅瀬石川が対象となっている。
北上川についても、一関市より登米市に至る流域は両側に山地が迫り川幅が急に狭くなる地形となっていた。いわゆる「北上川癌狭窄部」によって洪水流下能力は阻害され、一関市は特に洪水の被害が頻発していた。これに対し内務省はダムによる洪水調節を行って一関市狐禅寺地点で洪水流量を浸水が起きない程度に低減させる事とした。これは「北上川上流改修計画」と呼ばれ、その根幹事業として北上川本川・雫石川・猿ヶ石川・和賀川・胆沢川の岩手県内主要支川におけるダム計画が立案された。いわゆる北上川5大ダム事業の誕生である。内務省は一番目に猿ヶ石川中流部にダム建設を計画した。これが田瀬ダムであり、国が直轄事業として建設に着手したダムとしては最初の例である。1941年（昭和16年）より工事は開始されたが、太平洋戦争の激化により事業は1944年（昭和19年）8月の『決戦非常措置要領』の発令により中止となった。

### 食糧増産と灌漑事業
終戦後、内務省は「北上川上流改修計画」を再始動させたが、当時は極端な食糧不足が問題となっていた。この為治水よりも農地開墾の為の灌漑用水の整備が最も重視された。この為北上川5大ダム事業のうち、灌漑効果が大きいと考えられた胆沢川のダム計画が優先され、終戦直後の1945年（昭和20年）秋より工事に着手されている。この石淵ダムは日本で最初に事業着手されたロックフィルダムとして有名である（尚、最初に完成したのは岐阜県の小渕ダム（久々利川）である）。田瀬ダムの工事は中断されたままであり、尚且つ一旦ダム建設の為に立ち退いた住民に対し内務省は開墾・耕作の為の帰郷を認めた。この後再度立ち退きの為の補償交渉が持たれる事になるが、当時の食糧事情による特殊な事例であった。
一方農林省（現・農林水産省）は1947年（昭和22年）より全国4水系において「国営土地改良事業」に着手した。農業版河川総合開発ともいえるこの事業は北上川流域でも強力に実施された。一大穀倉地帯でありながら北上川本川は酸性度の強い河川であった為利用できず、旱魃の際には凄惨な水争いが各地で繰り広げられた。これを根本的に解消すべく、「国営山王海農業水利事業」等の国営事業を展開。山王海ダム（滝名川）・豊沢ダム（豊沢川）・岩洞ダム（丹藤川）・荒砥沢ダム（二迫川）等農林水産省直轄ダムを建設、頭首工や用水路を整備して灌漑整備を行った。この結果安定した用水供給による農地拡大が実現し、仙台平野はササニシキを始めとした日本有数のコメの名産地となった。

### 台風で改められた河川改修
1947年（昭和22年）は、7月-8月に大規模な氾濫をもたらす集中豪雨があった後の9月にカスリーン台風が、さらに翌1948年（昭和23年）のアイオン台風に襲来するなど、北上川流域には2年連続で大規模な水害に見舞われ、一関市等では甚大な被害を受けた。宮城県でも低湿地帯の多い登米郡・栗原郡付近において被害は甚大だった。
内務省解体後河川事業を継承した建設省（現・国土交通省）は相次ぐ水害を受け従来の「北上川上流改修計画」の改訂を迫られた。この頃は全国各地で水害が頻発しており、経済復興の阻害になると考えた経済安定本部は諮問機関である「治水審査会」に諮り、利根川・信濃川・淀川等全国主要10水系を対象に、多目的ダムを中心とした総合的河川開発を推進した。これが『河川改定改修計画案』であるが、北上川水系においては上流と下流で別個の河川改定改修計画が立案された。上流部は旧計画を発展させた「北上川上流改定改修計画」であり、北上川5大ダムの建設予定地や規模を変更して一関市狐禅寺地点での洪水流量を更に低減させる事を目標とした。
一関遊水地事業は同じくカスリン台風、アイオン台風を契機に①洪水調節、②市街地への水害防止、③中小洪水の遊水地内への氾濫防止の目的で計画され、1972年（昭和47年）に事業着手した。「北上川水系河川整備基本方針（H18.11）」で計画規模を1/150に見直した。本遊水地は、地形的な特徴を踏まえ最大限活かすことで、洪水ピーク流量を低減し下流部の氾濫を防止、狭窄部の拡幅や下流部の築堤等の改修負担を軽減する洪水調節施設であり、本遊水地は周囲堤と小堤からなる二線堤方式を採用し、中小洪水では小堤が遊水地内への氾濫を防止、大洪水時には周囲堤が市街地への氾濫を防止する。狐禅寺地点の基本高水流量 13,600 m³/sに対して、上流ダム群と本遊水地により5,100 m³/s（うち、本遊水地では約2,300 m³/s）を調節、計画高水流量8,500 m³/sとした。事業概要：周囲堤27,800m、小堤・管理堤17,900m、管理用通路14,900m、水門3基(大林水門、長島水門、舞川水門)。
一方下流部では旧北上川最大の支流である江合川が対象になったが、新江合川を通して鳴瀬川とも関連している事から両河川を一体化した「江合川・鳴瀬川改定改修計画」が立案され、この中で江合川本川と鳴瀬川本川のダム計画が検討された。さらに、宮城県土木部は迫川の総合開発を独自に進め、「第1次迫川総合開発事業」を実施した。その根幹として迫川本川に花山ダムを建設し、更に支流の自然湖である長沼の洪水調節池化や南谷地遊水地の整備等を盛り込み、更に江合川にも上流の鳴子峡地点にダム計画を立てた。

### 北上特定地域総合開発計画
1951年（昭和26年）国土総合開発法が施行され、全国22地域を対象に治水・利水・治山等を包括した総合開発を行い、地域経済の復興と発展を目指した『特定地域総合開発計画』が実施された。当時特に経済発展が遅れていた東北地方は「十和田・岩木川」（青森県）・「阿仁田沢」（秋田県）・「最上」（山形県）・「只見」（福島県）と各県1箇所が指定されていたが、岩手・宮城両県に関しては北上川の大規模総合開発による仙台市等の産業発展を目的に「北上特定地域総合開発計画」が実施された。この中で建設省と宮城県・岩手県が個別に実施していた総合開発事業は統一された。
岩手県内では石淵ダムに始まる北上川5大ダム事業が本格化。田瀬ダムの建設再開を皮切りに湯田ダム（和賀川）・四十四田ダム（北上川）・御所ダム（雫石川）が次々と計画・建設されていく。又、北上川下流では飯野川可動堰の老朽化に伴い同地点に北上大堰が建設されている。江合川では宮城県が計画していた鳴子ダムが建設省に事業移管され建設。その宮城県は花山ダムを建設しさらに栗駒ダム（三迫川）等を更に建設。更に「第2次迫川総合開発事業」を計画し自然湖・長沼のダム化（長沼ダム）を計画した。岩手県でもやや遅れて補助多目的ダムの建設が始まり、綱取ダム（中津川）や入畑ダム（夏油川）、早池峰ダム（稗貫川）が建設・計画された。この様に多目的ダムを中心とした河川総合開発によって以前に比べて水害の被害は減少し、北上川の水質も四十四田ダムの完成以降改善され、現在は農業用として利用できるまで水質が改善している。ただし水力発電に関しては、電源開発によって田瀬・石淵両ダムを利用した水力発電を行っているものの、大規模ダム式発電所や揚水発電は行われていない。これは北上川の河川勾配が他の河川に比べ緩やかな事が起因している。

### その後の北上川開発
北上川水系では比較的早い段階で総合開発が進められ、北上川5大ダム建設計画も1981年（昭和56年）に御所ダムが完成し1938年の「北上川上流改修計画」によって始まった北上川5大ダム事業は43年目にして完了した。宮城県内でも江合川総合開発は完了し、県営の「第2次迫川総合開発事業」も長沼ダムを除き完成。農林水産省による「国営土地改良事業」も殆どの地域で終了し、豊沢ダムは岩手県に管理が移管されている。
国土交通省東北地方整備局は石淵ダム再開発事業として胆沢ダム（胆沢川）を2013年竣工で建設した。これは貯水容量が小さい石淵ダムの直下流に高さ132.0 mのロックフィルダムを建設し、胆沢川流域の治水と利水を更に強化する事を目的としている。
2013年（平成25年）の竣工で、日本のダムの歴史に1ページを築いた石淵ダムは完全に水没し、その役割を終えた。一方、1990年代に旋風を巻き起こした公共事業見直しの風潮は、北上川水系にも影響した。現在、岩手県が建設を計画している簗川ダム（簗川）については、建設を巡る賛否が議論されており、本体工事には着手されていない。又、和賀川支流の北本内川に建設が計画されていた「北本内ダム」（重力式コンクリートダム・86.0 m）が水需要の減少を理由に建設計画が中止されている。しかし、北上川水系は治水・利水を含め河川開発は極めて早期から行われており、事業はほとんどが完成又は工事に着手していた状態で、利根川水系や淀川水系などに比べればその影響は小さいものであった。

## 北上川水系の主要河川
- 丹藤川-柴沢川（最長流路）
- 松川
- 諸葛川 - 小諸葛川[10]・土沢市兵衛川[10]
- 雫石川
- 中津川
- 滝名川
- 葛丸川
- 稗貫川
- 猿ヶ石川 - 来内川
- 豊沢川
- 和賀川
- 胆沢川
- 人首川
- 衣川
- 磐井川
- 砂鉄川
- 千厩川
- 江合川
- 旧北上川（分流） - 旧迫川・迫川 - 二迫川・三迫川・長崎川
- 湖沼
  - （長沼・伊豆沼）

## 北上川水系の河川施設
北上川の河川整備は戦後、流域を襲ったカスリーン台風・アイオン台風の後に本格的に行われた。建設省・岩手県・宮城県により北上川の本・支流に多目的ダムを建設し洪水調節を図ろうとした。その代表的なものが北上川5大ダムである。宮城県では江合川・迫川を中心に総合開発が実施された。
一方、北上川流域の農業において最大の問題が灌漑用水の確保である。かつて北上川は強酸性の水質であったことから支流に頼らざるを得ない状況だったが、農地面積に対する流域面積の不釣合いや少雨が度々水不足を招き、北上川流域各地において抗争が勃発した。このような状態に終止符を打つべく、農林省は北上川水系に大小の灌漑用ダムを建設し、安定した農業用水供給を行った。
この様に、北上川水系の治水・利水は国土交通省・農林水産省主体で行われた治水と灌漑が主であり、水力発電に関しては需要が少なかった事もあり、包蔵水力の割には電源開発は小規模に留まっている。

### 主な河川施設
| 一次 支川名 （本川） | 二次 支川名 | 三次 支川名 | ダム名       | 堤高 (m) | 総貯水 容量 (千m3) | 型式         | 事業者       | 備考           |
| -------------------- | ----------- | ----------- | ------------ | -------- | ------------------ | ------------ | ------------ | -------------- |
| 北上川               | －          | －          | 四十四田ダム | 50.0     | 47,100             | 複合式       | 国土交通省   | 北上川五大ダム |
| 北上川               | －          | －          | 一関遊水池   | －       | －                 | 遊水池       | 国土交通省   |                |
| 北上川               | －          | －          | 北上大堰     | －       | －                 | 可動堰       | 国土交通省   |                |
| 丹藤川               | －          | －          | 岩洞ダム     | 40.0     | 65,600             | ロックフィル | 農林水産省   |                |
| 一方井川             | －          | －          | 一方井ダム   | 40.0     | 2,459              | アース       | 岩手県       |                |
| 中津川               | －          | －          | 綱取ダム     | 59.0     | 15,000             | 重力式       | 岩手県       |                |
| 雫石川               | －          | －          | 御所ダム     | 52.5     | 65,000             | 複合式       | 国土交通省   | 北上川五大ダム |
| 簗川                 | －          | －          | 簗川ダム     | 83.5     | 21,000             | 重力式       | 岩手県       | 2021年7月竣工  |
| 滝名川               | －          | －          | 山王海ダム   | 61.5     | 37,600             | ロックフィル | 農林水産省   |                |
| 葛丸川               | －          | －          | 葛丸ダム     | 51.7     | 5,595              | ロックフィル | 農林水産省   |                |
| 稗貫川               | －          | －          | 早池峰ダム   | 73.5     | 15,900             | 重力式       | 岩手県       |                |
| 猿ヶ石川             | －          | －          | 田瀬ダム     | 81.5     | 146,500            | 重力式       | 国土交通省   | 北上川五大ダム |
| 猿ヶ石川             | 来内川      | －          | 遠野ダム     | 26.5     | 1,030              | 重力式       | 岩手県       |                |
| 豊沢川               | －          | －          | 豊沢ダム     | 59.1     | 23,256             | 重力式       | 岩手県       | 農林省施工     |
| 豊沢川               | －          | －          | 豊沢川頭首工 | －       | －                 | 可動堰       | 岩手県       | 農林省施工     |
| 和賀川               | －          | －          | 湯田ダム     | 89.5     | 114,160            | 重力式アーチ | 国土交通省   | 北上川五大ダム |
| 和賀川               | －          | －          | 石羽根ダム   | 20.5     | 4,050              | 複合式       | 東北水力地熱 |                |
| 夏油川               | －          | －          | 入畑ダム     | 80.0     | 15,400             | 重力式       | 岩手県       |                |
| 宿内川               | －          | －          | 千貫石ダム   | 30.7     | 5,168              | アース       | 岩手県       |                |
| 胆沢川               | －          | －          | 石淵ダム     | 53.0     | 16,150             | ロックフィル | 国土交通省   | 胆沢ダムに水没 |
| 胆沢川               | －          | －          | 胆沢ダム     | 132.0    | 143,000            | ロックフィル | 国土交通省   | 2013年11月竣工 |
| 胆沢川               | －          | －          | 若柳ダム     | －       | －                 | 重力式       | 岩手県       | 小堰堤         |
| 衣川                 | －          | －          | 衣川1号ダム  | 35.5     | 2,975              | アース       | 岩手県       |                |
| 衣川                 | 南股川      | －          | 衣川2号ダム  | 34.0     | 2,361              | 複合式       | 岩手県       |                |
| 衣川                 | 南股川      | 北沢川      | 衣川3号ダム  | 41.0     | 1,790              | ロックフィル | 岩手県       |                |
| 旧北上川             | －          | －          | 鴇波洗堰     | －       | －                 | 固定堰       | 国土交通省   |                |
| 旧北上川             | －          | －          | 脇谷洗堰     | －       | －                 | 固定堰       | 国土交通省   |                |
| 旧北上川             | 迫川        | －          | 花山ダム     | 48.5     | 36,600             | 重力式       | 宮城県       |                |
| 旧北上川             | 迫川        | 二迫川      | 荒砥沢ダム   | 74.4     | 12,840             | ロックフィル | 宮城県       | 農林水産省施工 |
| 旧北上川             | 迫川        | 三迫川      | 栗駒ダム     | 62.0     | 13,715             | 重力式       | 宮城県       |                |
| 旧北上川             | 迫川        | 長崎川      | 小田ダム     | 43.5     | 8,000              | ロックフィル | 農林水産省   |                |
| 旧北上川             | 迫川        | 長沼        | 長沼ダム     | 15.3     | 31,800             | アース       | 宮城県       | 2014年5月竣工  |
| 旧北上川             | 江合川      | －          | 鳴子ダム     | 94.5     | 50,000             | アーチ式     | 国土交通省   |                |
| 旧北上川             | 江合川      | 岩堂沢川    | 岩堂沢ダム   | 68.0     | 13,480             | 重力式       | 宮城県       | 2009年竣工     |
| 旧北上川             | 江合川      | 田尻川      | 化女沼ダム   | 24.0     | 2,880              | アース       | 宮城県       |                |

（注）：青欄は北上川5大ダム。

## 主な橋梁
- 夕顔瀬橋（岩手県道1号盛岡横手線）
- 開運橋（岩手県道2号盛岡停車場線）
- 不来方橋
- 珊瑚橋
- 第一北上川橋梁（東北新幹線、日本一長い鉄道橋）
- 北上川橋（岩手県道21号花泉藤沢線）
- 花藤橋
- 錦桜橋（国道346号）
- 米谷大橋（国道398号）
- 新米谷大橋（三陸沿岸道路）
- 登米大橋（国道342号）
- 北上川橋梁（気仙沼線）
- 柳津大橋（宮城県道61号涌谷津山線）
- 飯野川橋（国道45号）
- 新北上大橋（国道398号）
- 豊里大橋
- 神取橋
- 天王橋（国道45号）
- 開北橋
- 石巻大橋
- 内海橋（国道398号）
- 石巻かわみなと大橋
- 日和大橋（宮城県道240号石巻女川線）

## 災害

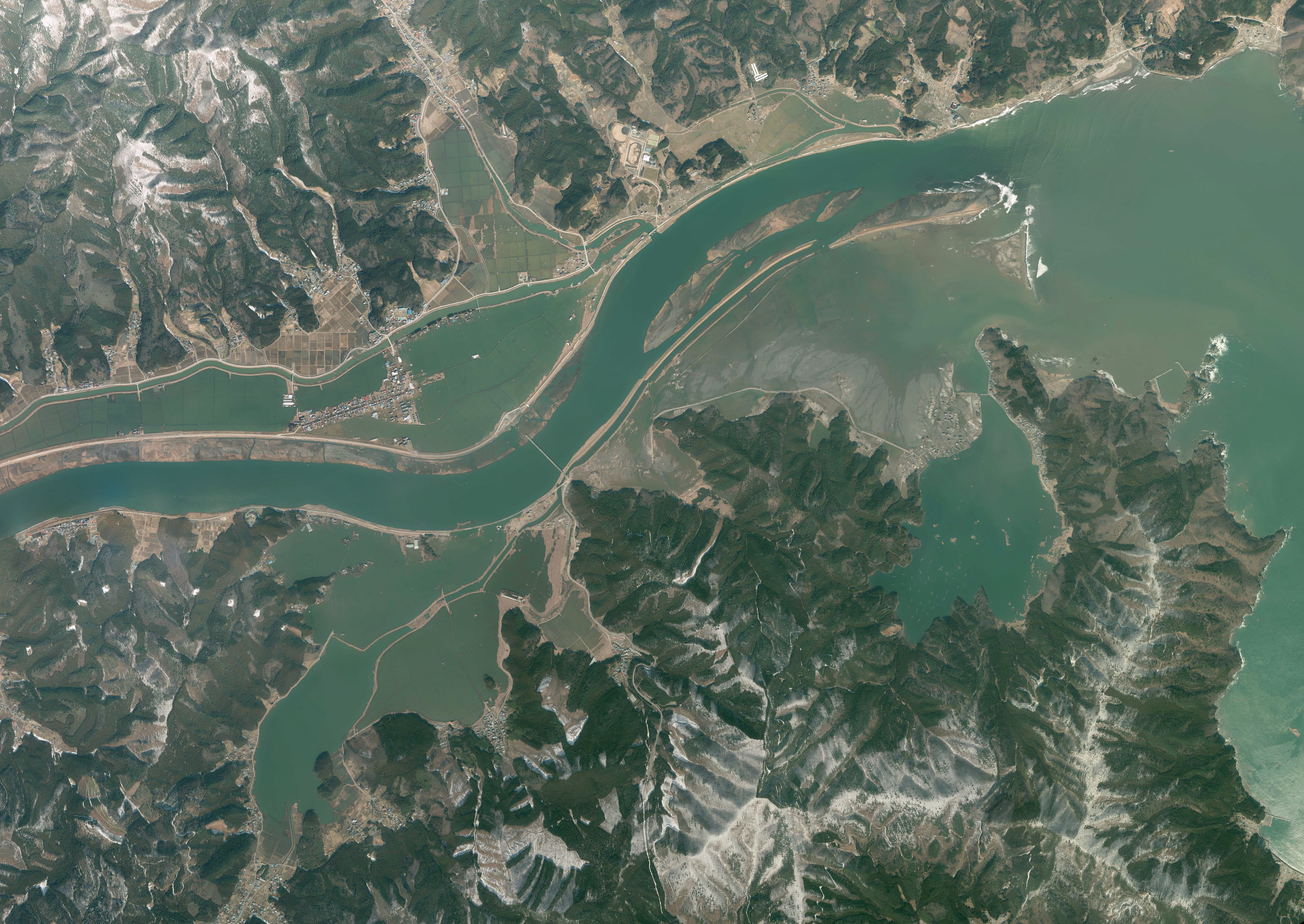
被災8日後に撮影された北上川河口周辺の空中写真。2011年3月19日撮影の10枚を合成作成。
。

2011年（平成23年）3月11日に発生した東北地方太平洋沖地震の巨大津波は、日本国内では過去に例を見ない約50 kmの遡上（そじょう）を観測するなど、海岸線のみならず北上川奥深くの沿岸地域に甚大な被害をもたらした。特に石巻市立大川小学校では、多数の小学生が避難途中に川からあふれ出た津波に巻き込まれて死亡している。河口の一部地域は、震災から1年以上経った時点でなお水没した状態にあり、農地復旧作業が完了したのは震災から10年が経過した2021年（令和3年）のことだった。